# Geraldo Del Rey
Geraldo Del Rey (29 de octubre de 1930 – 25 de abril de 1993) fue un actor cinematográfico y televisivo de nacionalidad brasileña.

## Biografía
Nacido en Ilhéus, Bahia,  Brasil, su nombre completo era Geraldo Del Rey Silva. A lo largo de su carrera actuó en un total de 65 producciones cinematográficas y televisivas entre 1950 y 1992.
Del Rey estudió arte dramático en la universidad, en Salvador de Bahía. Mientras estudiaba, el director de cine Anselmo Duarte le ofreció hacer el papel de "Bonitão" en el film O pagador de promessas (1962), una de las películas brasileñas más importantes de todos los tiempos. Del Rey fue conocido como el "Alain Delon brasileño", debido a su parecido al actor francés.
Tras O pagador de promessas, Del Rey fue protagonista de dos filmes clásicos brasileños: A grande feira (1961), dirigido por Roberto Pires, y Deus e o diabo na terra do sol (1964), dirigido por Glauber Rocha.
Mediada la década de 1960, Geraldo Del Rey trabajó en televisión, en varias telenovelas emitidas por Rede Tupi y Rede Excelsior. En los primeros años setenta, a causa de su activismo político fue despedido por la cadena televisiva Rede Globo, por lo que su carrera empezó a declinar. Necesitado de trabajar, aceptó hacer papeles de reparto, como fue en el caso de la telenovela Braço de Ferro, emitida por TV Bandeirantes en 1983. En los años 1990 volvió a trabajar para Rede Globo, en la cual, irónicamente, actuó en la miniserie Anos Rebeldes, cuyo tema de fondo era el Golpe de Estado en Brasil de 1964 y la dictadura instalada en Brasil en los años sesenta y setenta.
Del Rey estuvo brevemente casado con la presentadora de Rio Grande do Sul Tânia Carvalho, con la que tuvo un hijo, Fabiano Carvalho Del Rey, en 1967. La pareja se separó en 1971, y Tânia volvió a Porto Alegre, donde pasó a ser una de las más importantes personalidades televisivas de Rio Grande do Sul. 
Geraldo del Rey falleció en 1993 en Sao Paulo, Brasil, a causa de un cáncer de pulmón.

## Filmografía

### Cine
| - 1950 - Somos dois - 1959 - Redenção - 1960 - Bahia de Todos os Santos - 1961 - A Grande Feira - 1962 - Tocaia no Asfalto - 1963 - El pagador de promesas - 1963 - Sol sobre a Lama' - 1964 - Deus e o Diabo na Terra do Sol - 1964 - Lampião, o Rei do Cangaço - 1965 - Entre o Amor e o Cangaço - 1965 - Menino de Engenho - 1966 - Cristo de Lama - 1966 - O Santo Milagroso - 1966 - Mudar de vida - 1967 - O vigilante em missão secreta | - 1968 - Bebel, Garota Propaganda - 1969 - Um uísque antes, um cigarro depois - 1970 - Anjos e Demônios - 1971 - Ana Terra - 1973 - Um homem tem que ser morto - 1975 - A Carne - 1975 - Núpcias vermelhas - 1980 - A Idade da Terra - 1980 - Asa Branca - Um Sonho Brasileiro - 1984 - Garota Dourada - 1988 - Dedé Mamata - 1988 - Os Heróis Trapalhões - Uma Aventura na Selva |

### Televisión
| - 1963 - Um Dia… Talvez - 1964 - Ilsa - 1965 - Em Busca da Felicidade - 1965 - O Céu É de Todos - 1965 - Pecado de Mulher - 1965 - Vidas Cruzadas - 1966 - Abnegação - 1966 - Anjo Marcado - 1967 - Os Miseráveis - 1968 - A Gata de Vison - 1969 - A Última Valsa - 1969 - Véu de Noiva - 1970 - E Nós Aonde Vamos? - 1971 - Editora Mayo, Bom Dia - 1971 - Sol Amarelo - 1972 - Camomila e Bem-Me-Quer - 1972 - Os Fidalgos da Casa Mourisca - 1973 - Divinas & Maravilhosas - 1973 - Rosa-dos-ventos | - 1974 - A Barba Azul - 1975 - O Sheik de Ipanema - 1975 - Vila do Arco - 1976 - Canção para Isabel - 1978 - Roda de Fogo - 1979 - O Todo-poderoso - 1982 - A Leoa - 1983 - Braço de Ferro - 1984 - Joana (serie) - 1986 - Cambalacho - 1988 - Chapadão do Bugre (miniserie) - 1989 - Capitães da Areia (miniserie) - 1989 - Colônia Cecília (miniserie) - 1989 - Cortina de Vidro - 1990 - Escrava Anastácia (miniserie) - 1990 - Fronteiras do Desconhecido - 1990 - Lua Cheia de Amor - 1992 - Anos Rebeldes (miniserie) - 1992 - Pedra Sobre Pedra |